# エイリアンワークショップ
エイリアンワークショップ (Alien Workshop) は、1990年にオハイオ州デイトナで、クリス・カーターとマイク・ヒルによって設立されたスケートボード・メーカー。
DNA社のブランドであったが、2008年2月にDNA社がバートンの傘下に入ることとなった。両社は1年以上の年月をかけて協議をしていたとのこと。